# Guatteria intermedia
Guatteria intermedia är en kirimojaväxtart som beskrevs av Scharf. Guatteria intermedia ingår i släktet Guatteria och familjen kirimojaväxter. Inga underarter finns listade i Catalogue of Life.